# 香港電台普通話台
香港電台普通話台（英語：RTHK Mandarin Channel）是香港電台旗下的一個廣播頻道，於1997年3月31日啟播，為香港唯一自辦普通话廣播頻道。
香港電台普通話台定位為「香港唯一的普通話台」，是香港最早設立的普通話廣播頻道，致力成為「新香港人的電台」，一方面透過專設節目幫助新來港移民盡早融入社區；另一方面提供全面的大中華資訊，促進世界華語地區的信息交流，讓港人可隨時掌握新機遇。
凌晨两点至早上七点同步播放第二台节目。
受新型肺炎疫情影響，香港電台普通話台於2020年7月21日，2020年12月11日起至2021年2月4日早上8時全日改與第五台聯播，並播出部份原於第五台製作之粤語節目。

## 廣播方式
普通話台覆蓋香港的AM發射站位於金山，部分地區設有FM輔助發射站。
2012年9月17日至2017年9月3日期间，數碼31台大部份時段轉播普通話台，於DAB+頻道220.352兆赫的11C頻道播放，選台號碼為31，音質比現時AM廣播較佳。
由於香港數碼聲音廣播於2017年9月4日0時停播，原由數碼31台播出的社區參與廣播節目改由普通話台（AM 621kHz）播出（社區參與廣播節目時段：星期一至五晚上8時至10時，星期六及日晚上8時至晚上11時）。

## 歷史
香港電台普通話台前身為香港電台第七台，於1989年11月27日啟播，為當時香港唯一一個以交通消息為主的頻道，以粵語及英語廣播。該頻道於1991年5月6日進行改革，改為交通財經台，播放新聞、天氣及財經，以粵語廣播。其餘的時間，則播放悅耳的經典金曲。
因收聽率欠佳及香港廣播頻譜經已飽和，加上香港電台有意發展一條普通話頻道，以迎接澳門及香港主權移交中國後普通話會更普及和種種轉變，交通財經台於1997年3月31日改為普通話台。

## 電臺口號
至2013年：新香港人的電台

2014年起：「普」出生活精彩

## 發射頻率
| 發射站 | 行車隧道轉播系統 | 中頻／調幅（AM）頻率（kHz）   |
| 金山   | 大圍隧道、沙田嶺隧道、尖山隧道、南灣隧道、海底隧道、東區海底隧道、大老山隧道、西區海底隧道、大欖隧道、獅子山隧道、香港仔隧道、啟德隧道、城門隧道、將軍澳隧道、長青隧道、愉景灣隧道 | 621                           |
| 發射站 | 行車隧道轉播系統 | 特高頻／調頻（FM）頻率（MHz） |
| 大坑道 | 不適用 | 100.9                         |
| 青山   | 不適用 | 100.9                         |
| 將軍澳 | 不適用 | 91.4                          |
| 天水圍 | 不適用 | 99.4                          |

## 節目表
| 時間        | 星期一                                  | 星期二                                  | 星期三                                  | 星期四                                  | 星期五                                  | 星期六                                 | 星期日                                                               |
| 00:00-01:00 | 月夜樂逍遙                              | 月夜樂逍遙                              | 月夜樂逍遙                              | 月夜樂逍遙                              | 月夜樂逍遙                              | 月夜樂逍遙                             | 月夜樂逍遙                                                           |
| 01:00-02:00 | 月夜樂逍遙                              | 月夜樂逍遙                              | 月夜樂逍遙                              | 月夜樂逍遙                              | 月夜樂逍遙                              | 月夜樂逍遙                             | 月夜樂逍遙                                                           |
| 02:00-06:00 | 輕談淺唱不夜天 2                        | 輕談淺唱不夜天 2                        | 輕談淺唱不夜天 2                        | 輕談淺唱不夜天 2                        | 輕談淺唱不夜天 2                        | 輕談淺唱不夜天 2                       | 輕談淺唱不夜天 2                                                     |
| 06:00-07:00 | 晨光第一線 2（與第二台同步播放至07:00） | 晨光第一線 2（與第二台同步播放至07:00） | 晨光第一線 2（與第二台同步播放至07:00） | 晨光第一線 2（與第二台同步播放至07:00） | 晨光第一線 2（與第二台同步播放至07:00） | 知識會社 2 （與第二台同步播放至07:00） | Beautiful Sunday 1、2、5 （與第一台、第二台、第五台同步播放至07:00） |
| 07:00-08:00 | 好Young音樂                             | 好Young音樂                             | 好Young音樂                             | 好Young音樂                             | 好Young音樂                             | 跳躍音符                               | 跳躍音符                                                             |
| 08:00-09:00 | 好Young音樂                             | 好Young音樂                             | 好Young音樂                             | 好Young音樂                             | 好Young音樂                             | 跳躍音符                               | 跳躍音符                                                             |
| 09:00-09:30 | 621 新聞 財經                           | 621 新聞 財經                           | 621 新聞 財經                           | 621 新聞 財經                           | 621 新聞 財經                           | 跳躍音符                               | 跳躍音符                                                             |
| 09:30-10:00 | 621 新聞 財經                           | 621 新聞 財經                           | 621 新聞 財經                           | 621 新聞 財經                           | 621 新聞 財經                           | 跳躍音符                               | Halo Jakarta! Hello Hong Kong!                                       |
| 10:00-11:00 | 新紫荊广场                              | 新紫荊广场                              | 新紫荊广场                              | 新紫荊广场                              | 新紫荊广场                              | 新人類、大世界                         | 621金曲专门店                                                        |
| 11:00-12:00 | 新紫荊广场                              | 新紫荊广场                              | 新紫荊广场                              | 新紫荊广场                              | 新紫荊广场                              | 新人類、大世界                         | 621金曲专门店                                                        |
| 12:00-13:00 | U秀幫                                   | U秀幫                                   | U秀幫                                   | U秀幫                                   | U秀幫                                   | 一樣環保百樣人                         | 魅力中國                                                             |
| 13:00-13:30 | U秀幫                                   | U秀幫                                   | U秀幫                                   | U秀幫                                   | U秀幫                                   | 絕代芳華                               | 飞越大中华                                                           |
| 13:30-14:00 | 午間新聞／財經                          | 午間新聞／財經                          | 午間新聞／財經                          | 午間新聞／財經                          | 午間新聞／財經                          | 絕代芳華                               | 飞越大中华                                                           |
| 14:00-15:00 | 寰听世界                                | 寰听世界                                | 寰听世界                                | 寰听世界                                | 寰听世界                                | 絕代芳華                               | 影视留声                                                             |
| 15:00-15:30 | 寰听世界                                | 寰听世界                                | 寰听世界                                | 寰听世界                                | 寰听世界                                | 乐宇宙                                 | 影视留声                                                             |
| 15:30-16:00 | 兩文三語說故事                          | 兩文三語說故事                          | 兩文三語說故事                          | 兩文三語說故事                          | 兩文三語說故事                          | 乐宇宙                                 | 影视留声                                                             |
| 16:00-17:00 | e線金融網                               | e線金融網                               | e線金融網                               | e線金融網                               | e線金融網                               | 乐宇宙                                 | 孟想運動周刊                                                         |
| 17:00-18:00 | e線金融網                               | e線金融網                               | e線金融網                               | e線金融網                               | e線金融網                               | 普出校园精彩                           | U秀幫週日版                                                          |
| 18:00-19:00 | 音樂抱抱                                | 音樂抱抱                                | 音樂抱抱                                | 音樂抱抱                                | 音樂抱抱                                | 音樂之光                               | Sunday隨想曲                                                         |
| 19:00-19:30 | 音樂抱抱                                | 音樂抱抱                                | 音樂抱抱                                | 音樂抱抱                                | 音樂抱抱                                | 音樂之光                               | Sunday隨想曲                                                         |
| 19:30-20:00 | 晚間新聞／財經                          | 晚間新聞／財經                          | 晚間新聞／財經                          | 晚間新聞／財經                          | 晚間新聞／財經                          | 音樂之光                               | Sunday隨想曲                                                         |
| 20:00-21:00 | 社区參与广播服务（CIBS）                | 社区參与广播服务（CIBS）                | 社区參与广播服务（CIBS）                | 社区參与广播服务（CIBS）                | 社区參与广播服务（CIBS）                | 社区參与广播服务（CIBS）               | 社区參与广播服务（CIBS）                                             |
| 21:00-22:00 | 社区參与广播服务（CIBS）                | 社区參与广播服务（CIBS）                | 社区參与广播服务（CIBS）                | 社区參与广播服务（CIBS）                | 社区參与广播服务（CIBS）                | 社区參与广播服务（CIBS）               | 社区參与广播服务（CIBS）                                             |
| 22:00-23:00 | 夜媽媽心裡話                            | 夜媽媽心裡話                            | 夜媽媽心裡話                            | 夜媽媽心裡話                            | 社區參與廣播服務（CIBS）                | 社區參與廣播服務（CIBS）               | 社區參與廣播服務（CIBS）                                             |
| 23:00-00:00 | 月夜樂逍遙                              | 月夜樂逍遙                              | 月夜樂逍遙                              | 月夜樂逍遙                              | 月夜樂逍遙                              | 月夜樂逍遙                             | 月夜樂逍遙                                                           |

1：與第一台同步播放

2：與第二台同步播放

5：與第五台同步播放

## 節目
- 音樂節目
  - 音樂早點
  - 活。樂。12點
  - 音樂抱抱
  - 月夜樂逍遙
  - 跳躍音符
  - Sunday隨想曲

- 新聞
  - 午間新聞/財經（平日1330）
  - 晚間新聞/財經（平日1930）
  - 整點新聞（每日0700-翌日0100，7分鐘）
  - 財經消息（平日0730-0030，1分鐘）

港台新聞部無專職普通话新聞主播，普通话台的新聞由该台各节目主持人兼播。

### 特備節目
- 香港大專普通話辯論賽
- 全球華語歌曲排行榜

## 頻道象徵

香港電台普通話台於1997年3月至2013年12月間使用的標誌
香港電台普通話台於2013年12月至2019年4月間使用的標誌
香港電台普通話台於2019年4月起使用的標誌

## 外部連結
- 香港電台普通話台 （页面存档备份，存于）